# Nahičevanska Autonomna Republika
Nahičevanska Autonomna Republika (azerski: Naxçıvan Muxtar Respublikası) je neobalna eksklava Azerbajdžana. Obuhvaća područje od 5500 km2 s oko 414 900 stanovnika. Graniči s Armenijom (221 km) na istoku i sjeveru, Iranom (179 km) na jugu i Turskom (9 km) na sjeverozapadu.
Područje koje danas obuhvaća Nahičevanska Autonomna Republika postao je u 16. stoljeću dio Safavidskog Carstva. 1828., nakon posljednjega Rusko-perzijskog rata i Turkmajčanskoga mira, Nahičevanski Kanat postao je dijelom Ruskoga Carstva. Nakon Veljačke revolucije u Rusiji 1917. Nahičevan i okolna područja pala su pod autoritet Posebnoga zakavkaskog komiteta privremene ruske vlade te kasnije postale dijelom Zakavkaske Demokratske Federativne Republike. Kada je ZDFR ukinuta u svibnju 1918., Nahičevan, Gorski Karabah, Zangezur (današnja armenska pokrajina Sjunik) i Kazah našli su se između novoosnovanih i kratkotrajnih država Prve Republike Armenije i Azerbajdžanske Demokratske Republike. U lipnju 1918. područje je palo pod osmansku okupaciju. Pod uvjetima primirja iz Mudrosa, Osmanlije su pristali na povlačenje iz Zakavkazja u korist britanske okupacije koja je trajala do kraja Prvoga svjetskog rata. U srpnju 1920. boljševici su okupirali područje i 28. srpnja proglasili Autonomnu Sovjetsku Socijalističku Republiku Nahičevan koja je bila "usko vezana" s Azerbajdžanskom Sovjetskom Socijalističkom Republikom te je time započela sedamdesetogodišnja sovjetska vlast. U siječnju 1990. Nahičevan je proglasio neovisnost od Sovjetskoga Saveza u znaku prosvjeda protiv suzbijanja nacionalnoga pokreta u Azerbajdžanu te je iduće godine postao Nahičevanska Autonomna Republika unutar Azerbajdžana. 
Danas je Nahičevanska Autonomna Republika autonomno područje unutar Azerbajdžana te njome vlada samoizabrana zakonodavna vlast. Područje Nahičevanske Autonomne Republike i dan danas pati od posljedica Rata u Gorskom Karabahu, a njezina eksklava Karki se od rata nalazi pod armenskom okupacijom. Glavni grad, ujedno i jedini grad unutar Nahičevanske Autonomne Republike je Nahičevan. Vasif Talibov je od 1995. predsjednik Nahičevanske Autonomne Republike.

## Etimologija
U hrvatskome nazivlju najčešće se upotrebljava oblik Nahičevan, dok inačice imena u hrvatskom najčešće dolaze iz stranih jezika i to najčešće iz engleskog te uključuju: engleski Nakhchivan čija se varijacija češto može naći u srpskom kao Nahčivan, Naxcivan, azerski Naxçivan, Nachidsheuan, Nakhijevan, Nakhchawan, Nakhitchevan, Nakhjavan, i Nakhdjevan. Nahičevan se u Ptolemejovoj Geografiji i kod drugih klasičnih autora nalazi kao Naxuana.
Devetnaestostoljetni njemački filolog Johann Heinrich Hübschmann piše da "Nakhichavan" u armenskom jeziku doslovno znači "mjesto silaska", što upućuje na biblijski silazak Noe s Noine arke s planine Ararat. Armenska tradicija tvrdi da je Noa osnovao Nahičevan. Prvostoljetni židovski povjesničar Josip Flavije također piše o Nahičevanu, ste kaže da njegovo originalno ime "Αποβατηριον, ili mjesto spuštanja, je točan prijevod ovoga grada." Hübschmann je međutim zabilježio da to ime nije nosio u antici te je današnje ime  "Nakhchivan" (hrvatski: "Nahičevan") evoluiralo iz "Naxčawan". Prefiks "Naxč" dolazi od Naxič ili Naxuč (vjerojatno neko osobno ime) i "awan" (moderna transkripcija Hübschmannovog "avan"), armenske riječi za "mjesto, naselje".

## Uprava
Nahičevanska Autonomna Republika je podijeljena na osam upravnih jedninica, od kojih su sedam rajoni, a jedan grad (Nahičevan).
| 1. Babečki rajon 2. Džulfinski rajon 3. Kengerlinski rajon 4. Nahičevan (grad) | 5. Ordubadski rajon 6. Sadarački rajon 7. Šahbuški rajon 8. Šarurski rajon |

| rajon              | na azerskom     | upravno središte | površina   | stanovništvo | općine    |
| ------------------ | --------------- | ---------------- | ---------- | ------------ | --------- |
| Babečki rajon      | Babək rayonu    | Babek            | 901,68 km² |              | 40 općina |
| Džulfinski rajon   | Culfa rayonu    | Džulfa           | 1 000 km²  |              | 25 općina |
| Kengerlinski rajon | Kəngərli rayonu | Kivrak           | 682 km²    |              | 11 općina |
| Nahičevan          | Naxçıvan        |                  |            |              |           |
| Ordubadski rajon   | Ordubad rayonu  | Ordubad          | 972 km²    |              | 45 općina |
| Sadarački rajon    | Sədərək rayonu  | Sadarak          | 151,34 km² |              | 3 općine  |
| Šahbuški rajon     | Şahbuz rayonu   | Šahbuz           | 815 km²    |              | 25 općina |
| Šarurski rajon     | Şərur           | Šarur            | 811,14 km² |              | 64 općine |

## Zemljopis
Nahičevan je polupustinjska regija koju odvaja Armenija od velikoga dijela Azerbajdžana. Zangezurske planine čine granicu s Armenijom, dok rijeka Aras čini granicu s Iranom. Araska brana koja je sagrađena na toj rijeci opskrbljuje vodu za poljoprivredu te njena hidroelektrana stvara energija za Azerbajdžan i Iran.
Nahičevan je ekstremno suh te prevladavaju planinski kraj. Najviši vrh Nahičevana je Kapudžuh (3904 m), a najraspoznatljivi je Ilandag (2415 m) koji se može vidjeti iz grada Nahičevana. Prema legendi pukotinu na njegovom vrhu je stvorila Noina arka kada se potop povlačio. Još jedan važan vrh je Qazangöldağ (3829 m).

## Gospodarstvo

### Industrija
Važne industrije Nahičevana čine rudarenje minerala kao što su sol, molibden i olovo. Suho ratarenje, razvijeno od vremena Sovjetskoga Saveza je dopustilo u regiji rast pšenice koja se najčešće uzgaja oko rijeke Aras, ječma, pamuka, duhana, voćnjaka, murve i grožđe za proizvodnju vina. Ostale industrije uključuju čišćenje pamuka, vrtnja svile, konzervacija voća, pakiranje mesa itd te u suhim područjima ovčarstvo.
Obrada minerala, soli, radiotehnika, prezervacija, svileni proizvodi, meso i mlijeko, punjenje boca mineralne vode, proizvodnju odjeće i namještaja čine glavne grane nahičevanske industrije.
Nahičevanski automobilni zavod (azerski: Naxçıvan Avtomobil Zavodu), poznatiji pod kraticom NAZ, je automobilni proizvođač Nahičevanske Autonomne Republike.
Gospodarstvo je pretrpjelo značajan udarac 1988. godine zbog nedostatka sirovina i tržišta, zbog Rata u Gorskom Karabahu. Iako se nova tržišta pojavljuju u Iranu i Turskoj, ova izolacija i do danas postoji. Gospodarstvo Nahičevana se temelji na poljoprivredi, rudarenju i obradi mesa.
Nahičevan je bogat mineralima. Nahičevan posjeduje izvore mramora, vapna i gipsa. Izvori Halita su iscrpljeni u Nehramu, gradu Nahičevanu i Sustinu. Važni rudnici molibdena su trenutačno zatvoreni zbog izolacije Nahičevana. U Nahičevanu se nalaze mnogo izvora mineralne vode kao što su kod Badamlija, Siraba, Nagajira, Kiziljira gdje mineralna voda sadrži arsen. Rogata i mala goveda se posvuda uzgajaju, pogotovo u okolici Šarura i grada Nahičevana.

### Poljoprivreda
Oko 90% obradivih površina se nalaze u privatnome vlasništvu. Unatoč tome poljoprivreda je postala slabo kapitalizirana vrtna aktivnost. Proizvodnja je drastično pala te je masovna komercijalna poljoprivreda opala.
Oko dvije trećine Nahičevana čine strmine i pustinje, te je stoga količina obradive površine ograničena. Glavne bilje, kukuruz i duhan se uglavnom uzgajaju u Kursko-araskoj nizini kraj Šarura i grada Nahičevana. Tri četvrtine proizvodnje žitarica, posebno obične pšenice su koncentrirane na irigacijskoj zemlji Šarurske nizine i porječju rijeke Nahičevan.
Vinarstvo u Nahičevanu ima dugu tradiciju u Araskoj dolini i pobrđu. Vruća ljeta i duge tople jeseni omogućuju rast grožđa s velikim udjelom saharina kao što su bajan-širaz, tebrizi i širan. Vina kao što su "Nahičevan", "Šahbuz", "Abrakunis" i "Aznnaburk" su prihvatljive kvalitete i vrlo popularna u Nahičevanu. Uzgoj voća je izrazito važan. Najčešće se uzgajaju dunje, kruške, breskve, marelice, smokve, bademi te šipak.

### Stočarstvo
Govedarstvo je još jedna tradicionalna grana nahičevanskoga gospodarstva. Zbog suhe klime pašnjaci nisu izrazito plodni te zbog toga ovčarstvo prevladava nad ostalim oblicima stočarstva. Zimski pašnjaci se prostiru nad Kursko-araskoj nizini, pobrđima te planinskim obroncima na visinama od 1200 metara. Ljetni pašnjaci se prostiru nad planinskim područjima na visinama od 2300 do 3200 metara. Najrasprostranjenija vrste ovce je "balbas". Ove ovce se prepoznavaju po njihovoj produktivnosti i snježno-bijeloj svilenoj vuni koja se koristi za izradu tepiha. U Nahičevanskoj Autonomnoj Republici također se uzgajaju bizoni.

### Turizam
Iako je vlada izjavila da će olakšati razvoj turizma, turizam je još uvijek u začetku. Sve do 1997. turisti su morali imati posebnu dozvolu za posjećivanje Azerbajdžana. Ta dozvola je ukinuta, čime je putovanje za strance olakšno. Postrojenja su vrlo jednostavna te je gorivo za grijanje teško dostupno zimi. Suhe planine na granici s Armenijom i Iranom su veličanstvene.
2007. godine dovršen je most Poldašt – Šahtati koji povezuje grad Poldašt, Zapadni Azarbajdžan, Iran sa selom Šahtati u Nahičevanskoj Autonomnoj Republici, omogućivši prelazak stanovnika Nahičevanske Autonomne Republike u većinski dio Azerbajdžana preko Irana bez potrebe za prelaskom Armenije s kojom je Azerbajdžan u lošim odnosima zbog rata u Gorskom Karabahu.

## Kultura

### Arheologija
Rana Kura–Aras kultura je prvotno bila prisutna u Nahičevanu, prije nego što se proširila na druga područja, sve do Izraela. Područje Nahičevana otkriva početak ove bakrenodobne i ranobronačnodobne kulture. Važna nalazišta ove kulture su Kjuljtepe I i Mahta.
Kao rezultat donedavnih arheoloških iskopavanja kod Ovčulara Tepesija početak Kura-Araske kulture je datiran između 4200. pr. Kr. i 3400. pr. Kr.
The Naxçivan Archaeological Project je prvi zajednički američko-azerbajdžansko program mjerenja i iskopavanja te je aktivan od 2006. 2010. i 2011. iskopali su kasnoželjeznodobnu utvrdu Oghlangalu.
U Nahičevanu postoje mnogi arheološki spomenici iz ranog Željeznoga doba, te oni objašnjavaju kulturan, arheološki i agrikulturni razvoj područja. Važna nalazišta su: Ilikligaya, Irinchoy i Iydali Piri u Kengerlinskom području.

## Poznate osobe
- Hejdar Alijev, bivši predsjednik Azerbajdžana
- Abulfaz Elčibaj, bivši predsjednik Azerbajdžana
- Christapor Mikaelian, osnivač Armenske revolucionarne federacije
- Garegin Nžde, armenski bivši vojskovođa, državnik i publicist
- Vasif Talibov, trenutačni predsjednik skupštine Nahičevanske Autonomne Republike
- Husein Džavid, pjesnik i dramski pisac
- Džalil Mamedkulizade, pisac
- Mamed Said Ordubadi, pisac
- Ruben Orbeli, arheolog
- Bahruz Kangarli, slikar
- Vladimir Makogonov, šahovski velemajstor

## Galerija
- Mauzolej Momine Khatum u gradu Nahičevanu.
- Cigle i fajanski uzorak na mauzoleju.
- Još jedan pogled na mauzolej.
- Srednjovjekoni grobni spomenici u obliku ovnova u blizini mauzoleja.
- Grobni spomenik u obliku ovna ugrađen u beton.
- Batabatska regija Šahbuza.
- Pogled na Ordubad s planinskim lancom visokih planina u daljini u susjednom Iranu.
- Ordubadske kuće fotografirane s desne obale rijeke Ordubadčaj.
- Poznate uske ulice Ordubada.
- Džamija u jednom ordubadskom kvartu.
- Rijeka Aras na azerbajdžansko-iranskoj granici u blizini Džulfe.
- Planinski teren Nahičevana.
- armensko hačkar groblje u Džulfi.
- Mauzolej Yusifa ibn Kusirova u Nahičevanu.

## Vanjske poveznice
|  | Zajednički poslužitelj ima još gradiva o temi Nahičevanska Autonomna Republika |

 Vodič: Nakhchivan (region) na Wikivoyageu
- Službena web stranica  Arhivirana inačica izvorne stranice od 18. rujna 2009. (Wayback Machine) (engl.)
- Nahičevanska Autonomna Republika (engl.)
- Vodič (engl.)
- Nahičevanska Autonomna Republika na Hrvatskoj enciklopediji